# Kanał Grabowski (Warszawa)
Kanał Grabowski lub Rów Grabowski – kanał w Warszawie, w dzielnicy Ursynów.

## Położenie i charakterystyka
Kanał znajduje się na terenie dzielnicy Ursynów, jest prawobrzeżnym dopływem Potoku Służewieckiego. Przepływa przez Jezioro Grabowskie.
Długość kanału według Państwowego Instytutu Geologicznego wynosi 4,029 km. Wraz z kanałem C długość wynosi 8,48 km. Szerokość dna to 0,8 m, korony 3,5 m, a średnia głębokość wynosi 1,5–2,8 m. Według państwowego rejestru nazw geograficznych źródło położone jest na terenie parku Moczydełko, a ujście do Potoku Służewieckiego w pobliżu Stawów Berensewicza. Przebieg kanału jest zróżnicowany – jego wody płyną na różnych odcinkach zarówno otwartym szerokim rowem (przed Jeziorem Grabowskim), korytem żelbetowym (odcinek od ul. Wyczółki do ul. Poleczki), jak i zamkniętym rurociągiem o średnicy 1,2 m.
Dopływami kanału są: Kanał Imieliński, a także rowy A, B, PS-4, PS-7, C i M. Całkowita powierzchnia zlewni wynosi 12,6 km², a na jej terenie znajdują się zbiorniki wodne włączone do systemu retencji wód opadowych m.in. Jezioro Imielińskie, staw Kądziołeczka, Jezioro Zabłockiego, Staw Krosno, Jezioro Wingerta i Moczydło 1 (inna nazwa: Zbiornik Nr 1) na końcu rowu M, a także Moczydło 3. Obszar zlewni stanowią w większości tereny rolnicze i leśne.
Kanał wraz z Jeziorem Grabowskim stanowi lokalny korytarz ekologiczny. Część biegu kanału położona jest na terenie rezerwatu przyrody Las Kabacki i jego otuliny, a także na terenie Warszawskiego Obszaru Chronionego Krajobrazu, utworzonego rozporządzeniem Wojewody Warszawskiego z dnia 29 sierpnia 1997 r. w sprawie utworzenia obszaru chronionego krajobrazu na terenie województwa warszawskiego.

## Odbiornik wód opadowych
Ciek pełni funkcję odbiornika wód opadowych z terenu Ursynowa. Odprowadza wody deszczowe z obszaru Lasu Kabackiego, Kabat, Natolina, Krasnowoli, Pyr, Dąbrówki, Grabowa, Imielina i Wyczółek.
Jego pierwotna funkcja dotyczyła głównie obszarów rolniczych, lecz wraz z urbanizacją terenów zlewni parametry kanału dotyczące przepustowości stały się niewystarczające, co skutkowało wiele razy lokalnymi podtopieniami okolicznych zabudowań. W związku z tym postuluje się przebudowę kanału, jego przepustów, a także czaszy Jeziora Grabowskiego i Potoku Służewieckiego. Szczególnie istotny jest tu końcowy odcinek od Jeziora Grabowskiego do ujścia, który jest znacznie węższy niż wcześniejsze odcinki i zlokalizowane są tu przepusty w złym stanie technicznym. Również odcinki kanału zarurowane mają zbyt mały przekrój w stosunku do zwiększonych potrzeb.